# Magadi, Jagalur
Magadi là một làng thuộc tehsil Jagalur, huyện Davanagere, bang Karnataka, Ấn Độ.